# Aegerina
Aegerina is een geslacht van vlinders uit de familie wespvlinders (Sesiidae), onderfamilie Sesiinae.
Aegerina is voor het eerst wetenschappelijk beschreven door Le Cerf in 1917. De typesoort is Aegeria ovinia.

## Soorten
Aegerina omvat de volgende soorten:
- Aegerina allotriochora (Zukowsky, 1936)
- Aegerina alomyaeformis (Zukowsky, 1936)
- Aegerina laselva (Goossens, 2018)
- Aegerina mesostenos (Zukowsky, 1936)
- Aegerina ovinia (Druce, 1896)
- Aegerina silvai (Köhler, 1953)
- Aegerina vignae (Busck, 1929)